# Neostriglina angulata
Neostriglina angulata är en fjärilsart som beskrevs av George Francis Hampson 1897. Neostriglina angulata ingår i släktet Neostriglina och familjen mott. Inga underarter finns listade i Catalogue of Life.